# Damn Damn Leash
Damn Damn Leash è l'EP di debutto del gruppo musicale statunitense Be Your Own Pet, pubblicato nel 2004 negli Stati Uniti dalla Infinity Cat Recordings e nel 2005 in Europa dalla XL Recordings.

## Tracce
1. Damn Damn Leash – 1:52
2. Spill – 2:27
3. Electric Shake – 3:06

## Formazione
- Jemina Pearl – voce
- Nathan Vasquez – basso, cori
- Jonas Stein – chitarra, cori
- Jamin Orrall – batteria, percussioni